# Liste der Fahnenträger der kuwaitischen Mannschaften bei Olympischen Spielen
Die Liste der Fahnenträger der kuwaitischen Mannschaften bei Olympischen Spielen listet chronologisch alle Fahnenträger kuwaitischer Mannschaften bei den Eröffnungsfeiern Olympischer Spiele auf.

## Liste der Fahnenträger
| Mannschaft             | Veranstaltung | Fahnenträger (EF)                           | Fahnenträger (AF)                           |
| ---------------------- | ------------- | ------------------------------------------- | ------------------------------------------- |
| 1968 in Mexiko-Stadt   | Sommerspiele  |                                             |                                             |
| 1972 in München        | Sommerspiele  | Younis Abdallah                             |                                             |
| 1976 in Montreal       | Sommerspiele  |                                             |                                             |
| 1980 in Moskau         | Sommerspiele  |                                             |                                             |
| 1984 in Los Angeles    | Sommerspiele  | Tareq al-Ghareeb                            |                                             |
| 1988 in Seoul          | Sommerspiele  | Jasem al-Dowaila                            |                                             |
| 1992 in Barcelona      | Sommerspiele  |                                             |                                             |
| 1996 in Atlanta        | Sommerspiele  | Abdullah al-Rashidi                         |                                             |
| 2000 in Sydney         | Sommerspiele  | Fawzi al-Shammari                           |                                             |
| 2004 in Athen          | Sommerspiele  | Fehaid al-Deehani                           | Volunteer                                   |
| 2008 in Peking         | Sommerspiele  | Abdullah al-Rashidi                         | Mohammad al-Azemi                           |
| 2012 in London         | Sommerspiele  | Fehaid al-Deehani                           | Volunteer                                   |
| 2016 in Rio de Janeiro | Sommerspiele  | Teilnahme als unabhängige Olympiateilnehmer | Teilnahme als unabhängige Olympiateilnehmer |
| 2020 in Tokio          | Sommerspiele  | Lara Dashti                                 | Volunteer                                   |
| 2020 in Tokio          | Sommerspiele  | Talal al-Rashidi                            | Volunteer                                   |
| 2024 in Paris          | Sommerspiele  | Saad Al-Faqan                               | Volunteer                                   |
| 2024 in Paris          | Sommerspiele  | Yousef al-Shamlan                           | Volunteer                                   |

Anmerkung: (EF) = Eröffnungsfeier, (AF) = Abschlussfeier

## Statistik
| Rang    | Sportart       | EF | AF | ∑  |
| ------- | -------------- | -- | -- | -- |
| 1       | Schießen       | 5  | 0  | 5  |
| 2       | Leichtathletik | 3  | 1  | 4  |
| 2       | Volunteer      | 0  | 4  | 4  |
| 4       | Fechten        | 1  | 0  | 1  |
| 4       | Judo           | 1  | 0  | 1  |
| 4       | Rudern         | 1  | 0  | 1  |
| 4       | Schwimmen      | 1  | 0  | 1  |
| Gesamt: | Gesamt:        | 12 | 5  | 17 |

| Rang                   | Sportart | EF | AF | ∑ |
| ---------------------- | -------- | -- | -- | - |
| bisher keine Teilnahme |          |    |    |   |
| Gesamt:                | Gesamt:  | 0  | 0  | 0 |

| Rang    | Sportart       | EF | AF | ∑  |
| ------- | -------------- | -- | -- | -- |
| 1       | Schießen       | 5  | 0  | 5  |
| 2       | Leichtathletik | 3  | 1  | 4  |
| 2       | Volunteer      | 0  | 4  | 4  |
| 4       | Fechten        | 1  | 0  | 1  |
| 4       | Judo           | 1  | 0  | 1  |
| 4       | Rudern         | 1  | 0  | 1  |
| 4       | Schwimmen      | 1  | 0  | 1  |
| Gesamt: | Gesamt:        | 12 | 5  | 17 |